# Estación de Córdoba
Córdoba, anteriormente denominada Córdoba Central, es la principal estación de la ciudad española homónima. Fue inaugurada el 9 de septiembre de 1994 sustituyendo a la antigua estación Central de Córdoba abierta en 1859 y que desde entonces ha sido reconvertida en la sede local de la RTVA.
Dispone de amplios servicios de Larga y Media Distancia tanto por líneas convencionales como de alta velocidad con una media diaria de 118 circulaciones en ancho estándar y 58 en Ancho ibérico, convirtiendo a la estación en uno de los principales nudos ferroviarios del país. En 2023 recibió casi 4,9 millones de pasajeros anuales siendo la quinta estación de España en número de viajeros tras Madrid-Atocha, Barcelona-Sants, Sevilla-Santa Justa y Madrid-Chamartín.
Está situada en la plaza de las Tres Culturas, con un acceso fácil por la Ronda Oeste de Circunvalación de Córdoba.

## Situación ferroviaria
La estación forma parte de los trazados de las siguientes líneas férreas:
- Línea férrea de ancho internacional Madrid-Sevilla, punto kilométrico 345,1.[3]
- Línea férrea de ancho ibérico Alcázar de San Juan-Cádiz, punto kilométrico 442,0.[3]
- Línea férrea de ancho ibérico Córdoba-El Higuerón, punto kilométrico 442,0.[3]

Históricamente, Córdoba también fue cabecera de las líneas Córdoba-Málaga y Córdoba-Almorchón.

## Historia

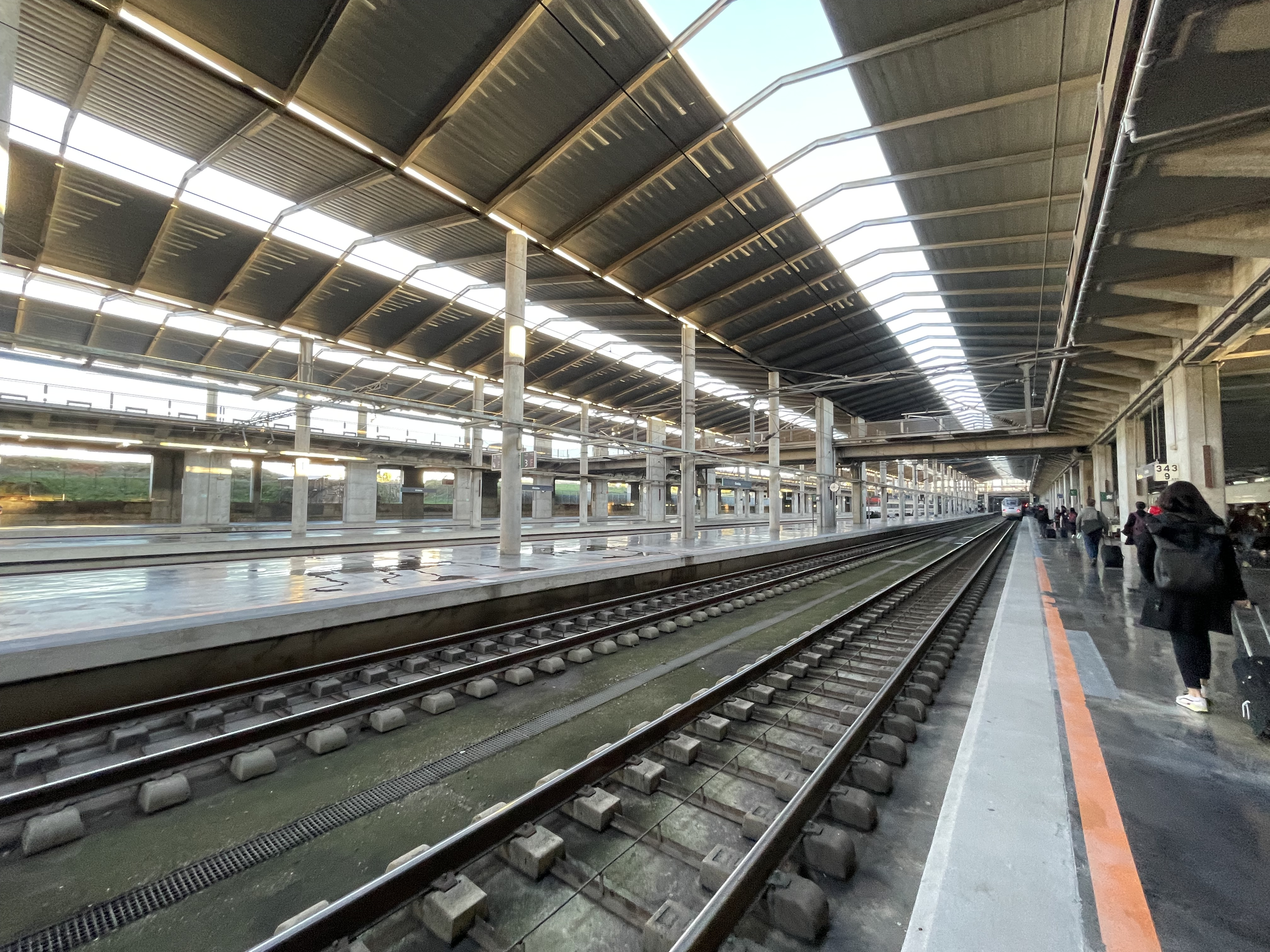
Andenes de la Estación de Córdoba

La actual estación de Córdoba se construyó a raíz de la idea de facilitar el acceso a Andalucía con un tren de alta velocidad, que se comenzó a fraguar por el gobierno español en 1986 cuando decidieron construir el Nuevo Acceso Ferroviario a Andalucía (NAFA) en ancho internacional para circular a alta velocidad como ya existía en otros países.
Durante su construcción, aparecieron restos arqueológicos que quedaron parcialmente destruidos. La antigua estación de Córdoba quedó en desuso (actualmente es la sede de RTVA provincial).
La llegada de la alta velocidad a Córdoba supuso el soterramiento de las vías de tren que dividían a la ciudad en dos. Esto supuso la liberación de más de 42 hectáreas de terreno en pleno centro de la ciudad, donde han ido a establecerse oficinas, viviendas y locales de ocio.
El soterramiento de las vías supuso también la integración y recuperación de barrios marginales, al eliminar la barrera que suponía el recorrido de las vías del tren, que cortaba la ciudad prácticamente en dos.
La actual estación posee cuatro vías con ancho internacional especial para los trenes de alta velocidad y otras cuatro de ancho ibérico para los servicios de Media Distancia y largo recorrido por ancho ibérico. Córdoba también cuenta con los apeaderos de Campus Universitario de Rabanales, Alcolea, El Higuerón y Villarrubia.

## Servicios ferroviarios

### Larga Distancia
Dispone de un elevado tráfico de Larga Distancia fruto de las múltiples conexiones entre Madrid y Barcelona con gran parte de Andalucía, especialmente con Sevilla y Málaga. Muchos de los recorridos aprovechan total o parcialmente los trazados de alta velocidad existentes.

### Media Distancia
Córdoba Central posee amplias conexiones regionales cuyos principales destinos son Sevilla, Málaga, Jaén y Cádiz. Para ello Renfe usa trenes MD y Avant. Estos últimos aprovechan las trazados de alta velocidad existentes para reducir el tiempo de viaje.
La línea 75, que conecta el centro de la ciudad y el Campus Universitario de Rabanales, entre otros lugares, cubre un servicio de cercanías, pero a pesar de ello, el servicio está catalogado como Proximidad ya que la ciudad carece de red de Cercanías.